# Ministerium Bienerth

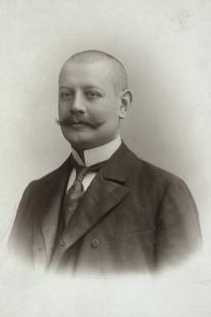
Richard von Bienerth-Schmerling war zwischen 1908 und 1911 Ministerpräsident Altösterreichs

Das Ministerium Bienerth wurde am 15. November 1908 von Ministerpräsident Richard von Bienerth-Schmerling in Cisleithanien gebildet, eine vor allem im Beamtentum und bei Juristen gebräuchliche inoffizielle Bezeichnung für den nördlichen und westlichen Teil Österreich-Ungarns. Es löste das Ministerium Beck ab und blieb bis zum 28. Juni 1911 im Amt. In der ersten Phase war es eine Beamtenregierung, die meisten Minister waren als rangälteste Sektionschefs ihres jeweiligen Ministeriums berufen worden. Als das auf parlamentarischer Basis gebildete zweite Kabinett Bienerth im Februar 1909 gebildet wurde, wurden einige Minister abgelöst. Als nächste Regierung folgte das Ministerium Gautsch III.
Der Außenminister, der Kriegsminister und der gemeinsame Finanzminister gehörten diesem Kabinett nicht an. Siehe k.u.k. gemeinsame Ministerien.

## Minister
Dem Ministerium gehörten folgende Minister an:
| Amt                               | Amtsinhaber                                                                                     | Beginn der Amtszeit                                               | Ende der Amtszeit                                             |
| --------------------------------- | ----------------------------------------------------------------------------------------------- | ----------------------------------------------------------------- | ------------------------------------------------------------- |
| Ministerpräsident                 | Richard von Bienerth-Schmerling                                                                 | 15. November 1908                                                 | 28. Juni 1911                                                 |
| Ackerbauminister                  | Josef von Pop Albín Bráf Josef von Pop Adalbert von Widmann                                     | 15. November 1908 10. Februar 1909 1. Oktober 1909 9. Jänner 1911 | 10. Februar 1909 1. Oktober 1909 9. Jänner 1911 28. Juni 1911 |
| Handelsminister                   | Viktor Mataja Richard Weiskirchner                                                              | 15. November 1908 10. Februar 1909                                | 10. Februar 1909 14. Juni 1911                                |
| Kultus- und Unterrichtsminister   | Josef von Kanera (beauftragt) Karl Stürgkh                                                      | 15. November 1908 10. Februar 1909                                | 10. Februar 1909 28. Juni 1911                                |
| Finanzminister                    | Adolf von Jorkasch-Koch (beauftragt) Leon von Biliński Robert Meyer                             | 15. November 1908 10. Februar 1909 9. Jänner 1911                 | 10. Februar 1909 9. Jänner 1911 28. Juni 1911                 |
| Innenminister                     | Guido von Haerdtl Max Graf Wickenburg                                                           | 15. November 1908 9. Jänner 1911                                  | 9. Jänner 1911 28. Juni 1911                                  |
| Justizminister                    | Robert Holzknecht von Hort (beauftragt) Viktor von Hochenburger                                 | 15. November 1908 10. Februar 1909                                | 10. Februar 1909 28. Juni 1911                                |
| Minister für Öffentliche Arbeiten | Max Graf Wickenburg August Ritt Karl Marek                                                      | 15. November 1908 10. Februar 1909 9. Jänner 1911                 | 10. Februar 1909 9. Jänner 1911 28. Juni 1911                 |
| Eisenbahnminister                 | Zdenko von Forster zu Philippsberg Ludwig Wrba Stanisław Głąbiński Victor von Röll (beauftragt) | 15. November 1908 10. Februar 1909 9. Jänner 1911 25. Juni 1911   | 10. Februar 1909 9. Jänner 1911 25. Juni 1911 28. Juni 1911   |
| Minister für Landesverteidigung   | Friedrich von Georgi                                                                            | 15. November 1908                                                 | 28. Juni 1911                                                 |
| Minister ohne Geschäftsbereich    | David von Abrahamowicz Ladislav Duleba Wenzel von Zaleski                                       | 15. November 1908 3. März 1909 9. Jänner 1911                     | 3. März 1909 9. Jänner 1911 28. Juni 1911                     |
| Minister ohne Geschäftsbereich    | Jan Žáček                                                                                       | 15. November 1908                                                 | 1. Oktober 1909                                               |
| Minister ohne Geschäftsbereich    | Gustav Schreiner                                                                                | 15. November 1908                                                 | 22. Februar 1910                                              |